# Gençlerbirliği SK
Gençlerbirliği Spor Kulübü este un club de fotbal din capitala Turciei, Ankara.Echipa susține meciurile de acasă pe 19 Mayıs Stadyumu cu o capacitate de 19.209 locuri.